# 30 caffè per innamorarsi
30 caffè per innamorarsi (Brimming with Love) è un film per la televisione del 2018 diretto da W.D. Hogan.

## Distribuzione
Il film è stato distribuito a partire dal 2018.